# 유태평양
유태평양(柳太平洋, 1992년 8월 15일 ~ )은 대한민국의 판소리 국악인, 가수이다.

## 주요 경력

### 주요 이력
- 1996년 MBC TV 프로그램 《기인열전》에서 5살짜리 판소리 신동으로 첫 출연. 그는 그 시절 방송가에서는 조통달, 성창순, 오정해, 김을동, 최불암, 김병조, 이경규, 박상원, 유인촌, 최수종, 김민종, 김찬우, 박형준, 김봉곤, 김희라, 전재룡, 박찬환, 조형기, 하일, 이참, 이다 도시, 김린, 노사연, 이윤석, 이시형, 이상봉, 김종환, 안문숙, 손민우, 명로진, 이진우, 홍석천, 류시원 등의 총애를 받음.
- 1998년 판소리 《흥보가》 완창.
- 2010년 대한민국인재대상 국악부문
- 2010년 전주대사습놀이 판소리 부문 학생부 장원
- 2012년 제28회 동아국악콩쿠르 판소리 일반부 금상
- 2014년 세계일보 선정 미래 한국을 빛낼 인물 13인
- 2016년 오늘의 젊은 예술가상 전통예술부문

### 학력
- 전통예술고등학교 한국음악학과
- 전북대학교 한국음악학과

## 출연작

### 광고
- 2000년 《해태음료 천하일미》 (박상면과 함께 출연)

### TV 프로그램
- 2017년 KBS TV 《불후의 명곡 - 전설을 노래하다》

### 라디오 프로그램
- 2017년 EBS FM 《일요 특집 EBS 라디오 일요 풍류방》

## 같이 보기
- 판소리
- 박애리
- 김준수